# Thế vận hội Mùa hè 1972
Thế vận hội Mùa hè 1972 (tiếng Đức: Olympische Sommerspiele 1972), tên chính thức là Thế vận hội Mùa hè lần thứ XX (tiếng Đức: Spiele der XX. Olympiade) và được quảng bá chính thức với tên gọi Munich 1972 (tiếng Đức: München 1972; tiếng Bayern: Minga 1972), là một sự kiện thể thao đa môn quốc tế được tổ chức tại Munich, Tây Đức từ ngày 26 tháng 8 đến ngày 11 tháng 9 năm 1972. Đây là kỳ Thế vận hội Mùa hè thứ hai được tổ chức tại Đức, sau Thế vận hội 1936 ở Berlin, diễn ra dưới thời Đức Quốc xã. Với kỳ Thế vận hội này, Đức trở thành quốc gia thứ hai, sau Hoa Kỳ, có hai thành phố khác nhau đăng cai tổ chức Thế vận hội Mùa hè.
Được sự quan tâm đặc biệt từ chính phủ, Tây Đức mong muốn tổ chức một kỳ Thế vận hội nhằm giới thiệu với thế giới hình ảnh về một nước Đức mới – dân chủ, hiện đại và đầy lạc quan. Với tinh thần đó, kỳ Thế vận hội 1972 được tổ chức tại Munich đã mang khẩu hiệu “The Happy Games” (Kỳ Thế vận hội Hạnh phúc). Biểu tượng chính thức của đại hội là mặt trời xanh, thể hiện sự tươi sáng và hy vọng. Đây cũng là kỳ Thế vận hội đầu tiên có linh vật chính thức – chú chó “Waldi”, mở đầu cho truyền thống linh vật tại các kỳ Olympic sau này. Tuy nhiên, kỳ đại hội đã bị phủ bóng bởi một sự kiện đau thương: Thảm sát München, khi 11 thành viên trong đoàn thể thao Israel bị các tay súng Palestine sát hại – một trong những vụ khủng bố nghiêm trọng nhất trong lịch sử Olympic. Thế vận hội Munich 1972 cũng đánh dấu lần cuối cùng Việt Nam tham dự với tư cách Việt Nam Cộng Hòa. Sau đó, Việt Nam vắng mặt trong các kỳ Thế vận hội suốt 8 năm và chỉ trở lại vào năm 1980 tại Moscow với tư cách là một quốc gia Việt Nam thống nhất.

## Giành quyền đăng cai
Munich giành quyền đăng cai Olympic vào ngày 26 tháng 4 năm 1966, tại kỳ họp IOC lần thứ 64 tại Rome, Ý vượt qua các đối thủ Detroit, Madrid và Montreal.
| Thành phố         | Quốc gia    | Vòng 1 | Vòng 2 |
| Munich            | Tây Đức     | 29     | 31     |
| Madrid            | Tây Ban Nha | 16     | 16     |
| Montreal, Quebec  | Canada      | 6      | 13     |
| Detroit, Michigan | Hoa Kỳ      | 6      | -      |

## Các môn thi đấu
Chương trình Thế vận hội Mùa hè 1972 bao gồm 195 nội dung thi đấu thuộc 21 môn thể thao sau đây:
- Thể thao dưới nước
  -  Nhảy cầu (4)

- -  Bơi lội (29)

- -  Bóng nước (1)

- Bắn cung (2)

- Điền kinh (38)

- Bóng rổ (1)

- Quyền Anh (11)

- Canoeing

- - Đua xuồng nước phẳng (7)
  - Đua xuồng vượt chướng ngại (slalom) (4)
- Xe đạp

- - Đường trường (2)
  - Đua lòng chảo (5)
- Cưỡi ngựa

- - Dressage (cưỡi ngựa biểu diễn) (2)
  - Eventing (cưỡi ngựa tổng hợp) (2)
  - Show jumping (cưỡi ngựa vượt rào) (2)
- Đấu kiếm (8)

- Khúc côn cầu trên cỏ (1)

- Bóng đá (1)

- Thể dục dụng cụ (14)

- Bóng ném (1)

- Judo (6)

- Năm môn phối hợp hiện đại (2)

- Chèo thuyền (7)

- Thuyền buồm (6)

- Bắn súng (8)

- Bóng chuyền (2)

- Cử tạ (9)

- Vật

- - Tự do (10)
  - Greco-Roman (10)

### Demonstration sports
- Badminton

- Water skiing

## Các quốc gia tham dự
Mười một quốc gia lần đầu tiên tham dự Thế vận hội tại Munich 1972, bao gồm: Albania, Dahomey (nay là Bénin), Gabon, Bắc Triều Tiên, Lesotho, Malawi, Ả Rập Xê Út, Somalia, Swaziland, Togo và Thượng Volta (nay là Burkina Faso)
Rhodesia bị Ủy ban Olympic Quốc tế rút lại lời mời tham dự Thế vận hội 1972 bốn ngày trước lễ khai mạc, nhằm phản ứng trước làn sóng phản đối từ các quốc gia châu Phi như Ethiopia và Kenya do chính quyền phân biệt chủng tộc của Rhodesia. Dù vậy, Rhodesia vẫn tham dự Thế vận hội Người khuyết tật 1972 tổ chức trước đó tại Heidelberg. Cộng hòa Nhân dân Trung Hoa không tham dự các kỳ Thế vận hội sau năm 1952 do tranh chấp với Trung Hoa Dân Quốc (Đài Loan) về quyền đại diện cho Trung Quốc trong phong trào Olympic
| \| - Afghanistan (8) - Albania (5) - Algérie (5) - Argentina (92) - Úc (168) - Áo (111) - Bahamas (20) - Barbados (13) - Bỉ (88) - Bermuda (9) - Bolivia (11) - Brasil (81) - Belize (1) - Bulgaria (130) - Miến Điện (18) - Cameroon (11) - Canada (208) - Ceylon (4) - Tchad (4) - Chile (11) - Trung Hoa Dân Quốc (21) - Colombia (59) - Cộng hòa Congo (6) - Costa Rica (3) - Cuba (137) - Tiệp Khắc (181) - Bénin (3) - Đan Mạch (126) - Cộng hòa Dominica (5) - Ecuador (2) \| \| - Ai Cập (23) - El Salvador (11) - Ethiopia (31) - Fiji (2) - Phần Lan (96) - Pháp (227) - Gabon (1) - Đông Đức (297) - Tây Đức (423) (chủ nhà) - Ghana (35) - Anh Quốc (284) - Hy Lạp (60) - Guatemala (8) - Guyana (3) - Haiti (7) - Hồng Kông (10) - Hungary (232) - Iceland (25) - Ấn Độ (41) - Indonesia (6) - Iran (48) - Ireland (59) - Israel (14) - Ý (224) - Bờ Biển Ngà (11) - Jamaica (33) - Nhật Bản (184) - Kenya (57) - Cộng hòa Khmer (9) - Kuwait (4) \| \| - Liban (19) - Lesotho (1) - Liberia (5) - Liechtenstein (6) - Luxembourg (11) - Madagascar (11) - Malawi (16) - Malaysia (45) - Mali (3) - Malta (5) - México (174) - Monaco (5) - Mông Cổ (39) - Maroc (35) - Nepal (2) - Hà Lan (119) - Antille thuộc Hà Lan (2) - New Zealand (89) - Nicaragua (8) - Niger (4) - Nigeria (25) - CHDCND Triều Tiên (37) - Na Uy (112) - Pakistan (25) - Panama (7) - Paraguay (3) - Perú (20) - Philippines (53) - Ba Lan (290) - Bồ Đào Nha (29) \| \| - Puerto Rico (53) - România (159) - San Marino (7) - Ả Rập Xê Út (10) - Sénégal (38) - Singapore (7) - Somalia (3) - Hàn Quốc (42) - Liên Xô (371) - Tây Ban Nha (123) - Sudan (26) - Suriname (2) - Eswatini (2) - Thụy Điển (131) - Thụy Sĩ (151) - Syria (5) - Tanzania (15) - Thái Lan (33) - Togo (7) - Trinidad và Tobago (19) - Tunisia (35) - Thổ Nhĩ Kỳ (43) - Uganda (33) - Hoa Kỳ (400) - Thượng Volta (1) - Uruguay (13) - Venezuela (23) - Việt Nam (2) - Quần đảo Virgin thuộc Mỹ (16) - Nam Tư (126) - Zambia (11) \| |  | |  | |  | |
| - Afghanistan (8) - Albania (5) - Algérie (5) - Argentina (92) - Úc (168) - Áo (111) - Bahamas (20) - Barbados (13) - Bỉ (88) - Bermuda (9) - Bolivia (11) - Brasil (81) - Belize (1) - Bulgaria (130) - Miến Điện (18) - Cameroon (11) - Canada (208) - Ceylon (4) - Tchad (4) - Chile (11) - Trung Hoa Dân Quốc (21) - Colombia (59) - Cộng hòa Congo (6) - Costa Rica (3) - Cuba (137) - Tiệp Khắc (181) - Bénin (3) - Đan Mạch (126) - Cộng hòa Dominica (5) - Ecuador (2) |  | - Ai Cập (23) - El Salvador (11) - Ethiopia (31) - Fiji (2) - Phần Lan (96) - Pháp (227) - Gabon (1) - Đông Đức (297) - Tây Đức (423) (chủ nhà) - Ghana (35) - Anh Quốc (284) - Hy Lạp (60) - Guatemala (8) - Guyana (3) - Haiti (7) - Hồng Kông (10) - Hungary (232) - Iceland (25) - Ấn Độ (41) - Indonesia (6) - Iran (48) - Ireland (59) - Israel (14) - Ý (224) - Bờ Biển Ngà (11) - Jamaica (33) - Nhật Bản (184) - Kenya (57) - Cộng hòa Khmer (9) - Kuwait (4) |  | - Liban (19) - Lesotho (1) - Liberia (5) - Liechtenstein (6) - Luxembourg (11) - Madagascar (11) - Malawi (16) - Malaysia (45) - Mali (3) - Malta (5) - México (174) - Monaco (5) - Mông Cổ (39) - Maroc (35) - Nepal (2) - Hà Lan (119) - Antille thuộc Hà Lan (2) - New Zealand (89) - Nicaragua (8) - Niger (4) - Nigeria (25) - CHDCND Triều Tiên (37) - Na Uy (112) - Pakistan (25) - Panama (7) - Paraguay (3) - Perú (20) - Philippines (53) - Ba Lan (290) - Bồ Đào Nha (29) |  | - Puerto Rico (53) - România (159) - San Marino (7) - Ả Rập Xê Út (10) - Sénégal (38) - Singapore (7) - Somalia (3) - Hàn Quốc (42) - Liên Xô (371) - Tây Ban Nha (123) - Sudan (26) - Suriname (2) - Eswatini (2) - Thụy Điển (131) - Thụy Sĩ (151) - Syria (5) - Tanzania (15) - Thái Lan (33) - Togo (7) - Trinidad và Tobago (19) - Tunisia (35) - Thổ Nhĩ Kỳ (43) - Uganda (33) - Hoa Kỳ (400) - Thượng Volta (1) - Uruguay (13) - Venezuela (23) - Việt Nam (2) - Quần đảo Virgin thuộc Mỹ (16) - Nam Tư (126) - Zambia (11) |

## Bảng tổng sắp huy chương
Dưới đây là mười quốc gia đứng đầu về số huy chương tại Thế vận hội Mùa hè 1972:
| Hạng                | Đoàn                | Vàng | Bạc | Đồng | Tổng số |
| ------------------- | ------------------- | ---- | --- | ---- | ------- |
| 1                   | Liên Xô             | 50   | 27  | 22   | 99      |
| 2                   | Hoa Kỳ              | 33   | 31  | 30   | 94      |
| 3                   | Đông Đức            | 20   | 23  | 23   | 66      |
| 4                   | Tây Đức             | 13   | 11  | 16   | 40      |
| 5                   | Nhật Bản            | 13   | 8   | 8    | 29      |
| 6                   | Úc                  | 8    | 7   | 2    | 17      |
| 7                   | Ba Lan              | 7    | 5   | 9    | 21      |
| 8                   | Hungary             | 6    | 13  | 16   | 35      |
| 9                   | Bulgaria            | 6    | 10  | 5    | 21      |
| 10                  | Ý                   | 5    | 3   | 10   | 18      |
| Tổng số (10 đơn vị) | Tổng số (10 đơn vị) | 161  | 138 | 141  | 440     |

Key
  *   Chủ nhà